# Neuquén (tỉnh)
Neuquén là một tỉnh nằm ở phía tây Argentina. Tỉnh này giáp ranh với tỉnh Mendoza về phía bắc, tỉnh Rio Negro về phía tây nam, các vùng Los Lagos, Los Ríos, Araucanía, Biobío, Ñuble của Chile về phía tây và giáp với tỉnh La Pampa ở góc đông bắc.

## Liên kết
- Neuquen Province Official Website
- Argentour Neuquen Province Lưu trữ ngày 5 tháng 11 năm 2011 tại Wayback Machine